# 콜름 토빈
콜름 토빈(아일랜드어: Colm Tóibín, 1955년 5월 30일 ~ )은 아일랜드의 작가이다.